# Edward Wollaston Kitson
Pour les articles homonymes, voir Kitson.
Edward Wollaston Kitson, né le 7 mars 1888 à Newton Abbot et mort le 18 février 1944 est un officier britannique de la Royal Navy.

## Biographie
Entré dans la Royal Navy le 19 mai 1903, Lieutenant Commander (15 septembre 1904), il prend part à la Première Guerre mondiale sur divers bâtiments. Promu capitaine le 7 mars 1934, il commande le HMS California en 1941 puis le HMS Carnarvon Castle durant la Seconde Guerre mondiale. Il visite l'île de la Déception et les Orcades du Sud et y retire les insignes argentins déposés par Alberto J. Oddera et Silvano Harriague pour rétablir ceux de la souveraineté britannique.
Il meurt de maladie le 17 février 1944. Son nom figure sur le Mémorial de Lustleigh
Il est inhumé à Highweek (en). 